# Autotransporter (Lkw)

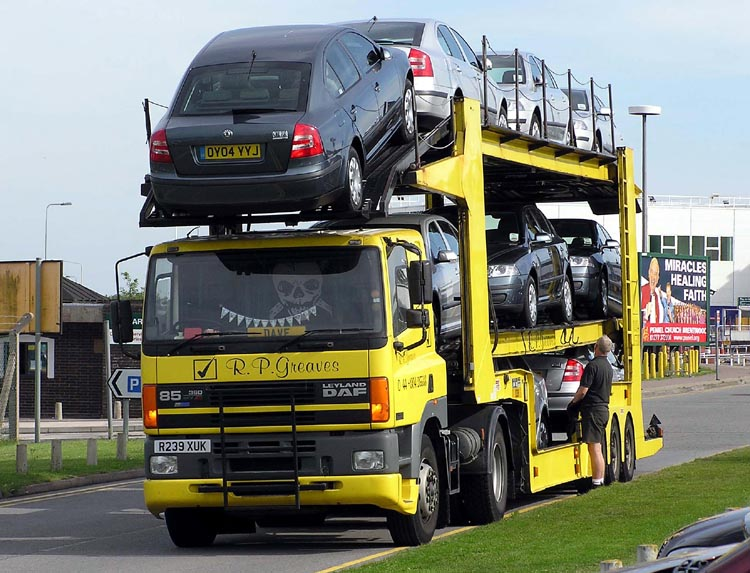
Variante als Sattelzug

Ein Autotransporter ist ein Lkw, auf dem Pkw transportiert werden können. Im engeren Sinn werden Abschleppwagen, auch wenn sie als Plateaufahrzeuge Autos transportieren können, meist nicht als Autotransporter angesehen, sondern nur schwerere Nutzfahrzeuge, die mehrere Pkw gleichzeitig befördern können.
Heute ist dies meist eine Zugmaschine mit kurzgekuppeltem Anhänger. Kurzgekuppelt bedeutet, dass die Anhängerkupplung direkt hinter der Hinterachse des Zugfahrzeugs angeflanscht ist. Ein solcher Anhänger hat deshalb eine bedeutend längere Deichsel als ein gewöhnlicher Gliederzug-Anhänger. So hat ein kurzgekuppelter Anhänger einen kürzeren Abstand zum Zugfahrzeug, was bei einem Autotransporter vorteilhaft ist, da dieser eine durchgehende Fahrrampe vom Anhänger zum Zugfahrzeug haben muss. Der Anhänger ist meist mit einer Einfach- oder einer Zwillingsachse (Doppelachse) sowie Einfach- oder Zwillingsbereifung (Doppelbereifung) ausgestattet.

## Benutzung

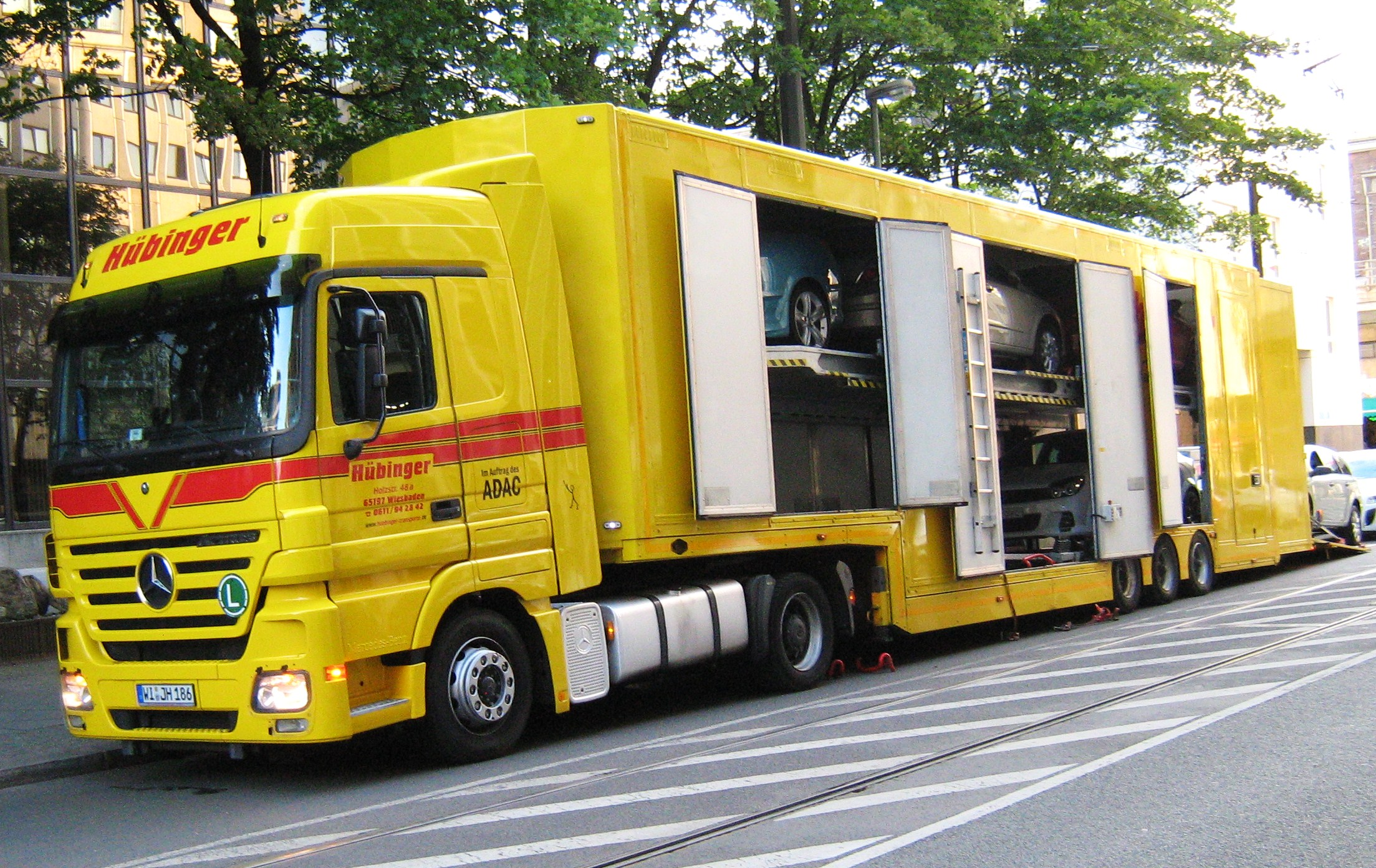
Geschlossener Autotransporter

Autotransporter sind auffällig durch diverse Hebebühnen, hydraulisch oder durch Gewindespindeln betrieben, um die Ladung, also Kfz aller Art, entsprechend den Ländern, in denen die Pkw transportiert werden, an die dort geltenden Höhen- und Längenregularien anzupassen. Ein Autotransporter ist überwiegend ausgelegt für den Transport von Pkw. Zum Transport von Lkws, Zugmaschinen oder landwirtschaftlichen Großgeräten gibt es spezielle Transportertypen ohne zweite Ladeebene und entsprechend der Größe des zu transportierenden Fahrzeuges dimensioniertes Ladegeschirr (Ketten und Spanngurte).
Die Beladung erfolgt typischerweise wie folgt: Zuerst wird die obere Ebene des Lkws beladen, danach die untere Ebene. Die Beladung erfolgt meist durch eine sogenannte Durchfahrt über Auffahrrampen durch oder über den Anhänger auf die Zugmaschine. Es gibt Lkws mit Zuladung von einem bis zu zehn Pkw. Gängig ist im Schwerlastverkehr eine Zuladung von acht bis zehn Fahrzeugen. Autotransporter sind stets im Doppelsystem beladen, zum Beispiel mit vier Autos im oberen Ladebereich und vier Autos im unteren Ladebereich.
Sonderbeladung ist beispielsweise ein Zehner-Zug mit kleineren Fahrzeugen, oder einer negativen Stapelung, d. h. der dort zu ladende Pkw wird auf der oberen Ladebühne des Zugfahrzeugs, nach Fixierung in den Halterungen, mitsamt der Hebebühne nach unten (negativ) gekippt, so dass für ein drittes Kfz, das entgegen dem zweiten Kfz nach oben auf Rampen aufgefahren wird, Platz geschaffen wird. Dies setzt voraus, dass der erste Ladeplatz mit dem entsprechenden Kfz im unteren Fahrbereich hinter dem Führerhaus der Zugmaschine bereits für den Transport fixiert ist. Dies gilt ebenso für den ersten Pkw auf der oberen Ladeebene. Dieser muss logischerweise vor dem negativ zu stapelnden Pkw geladen und fixiert werden.
In Flächenländern wie den Vereinigten Staaten, Kanada oder Australien fallen Autotransporter entsprechend größer aus.

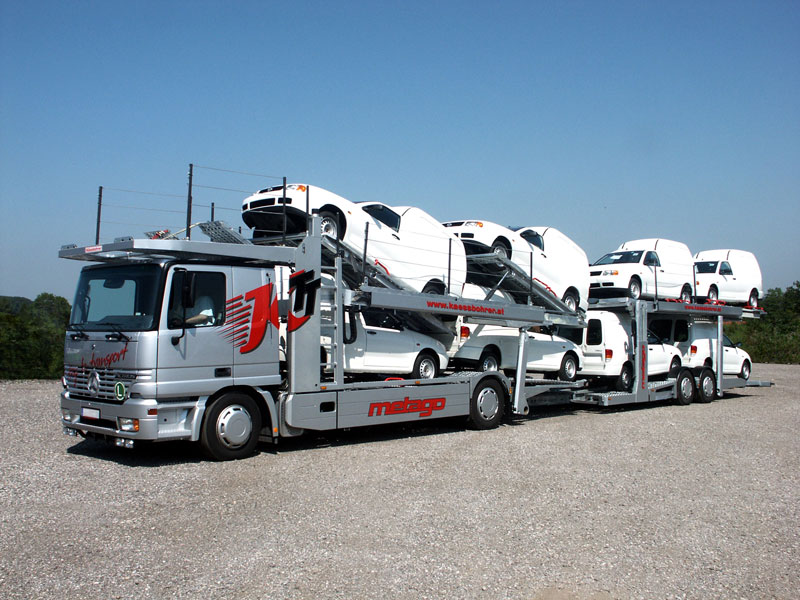
Typischer Autotransporter
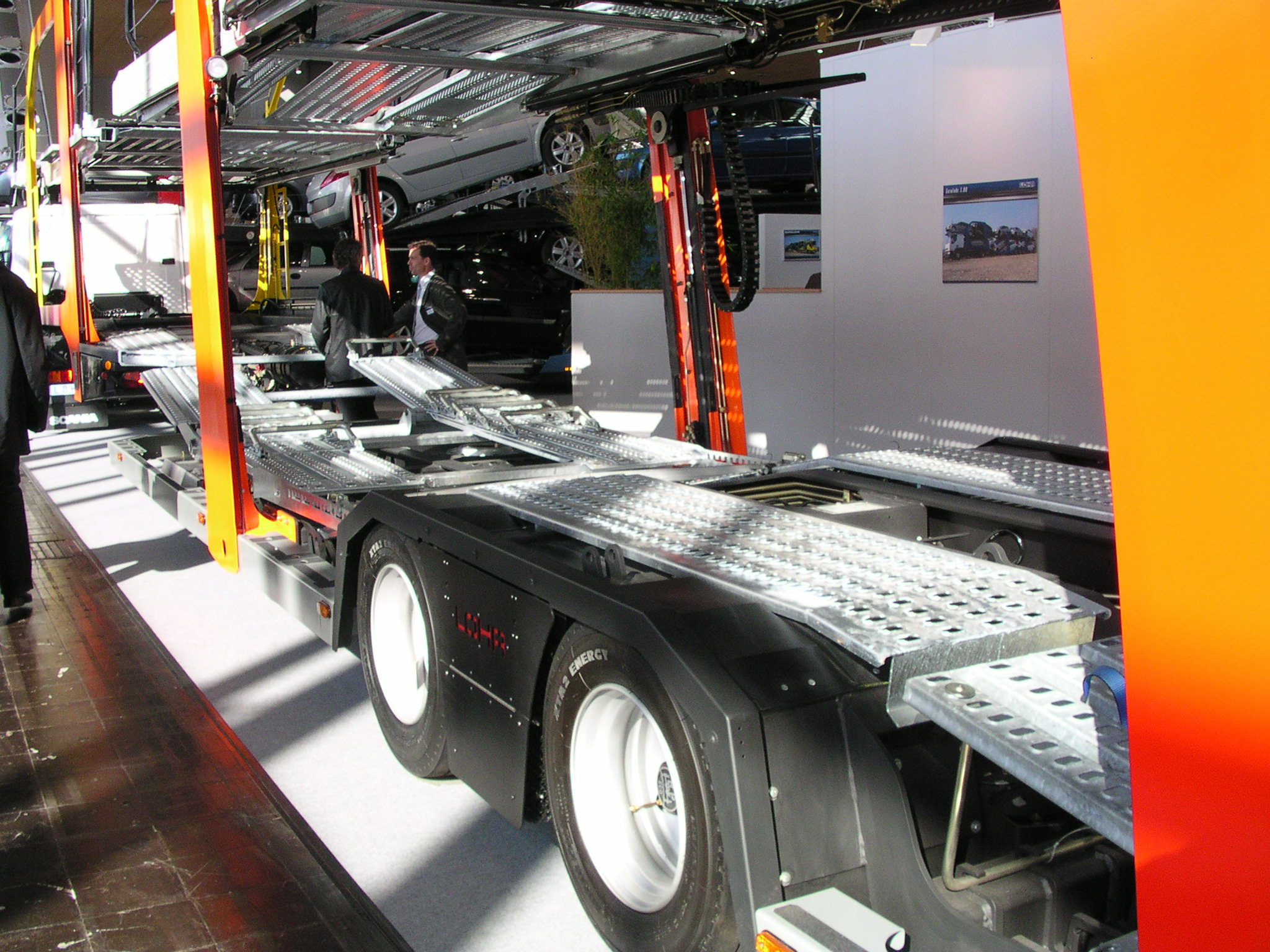
Gesamter Zug
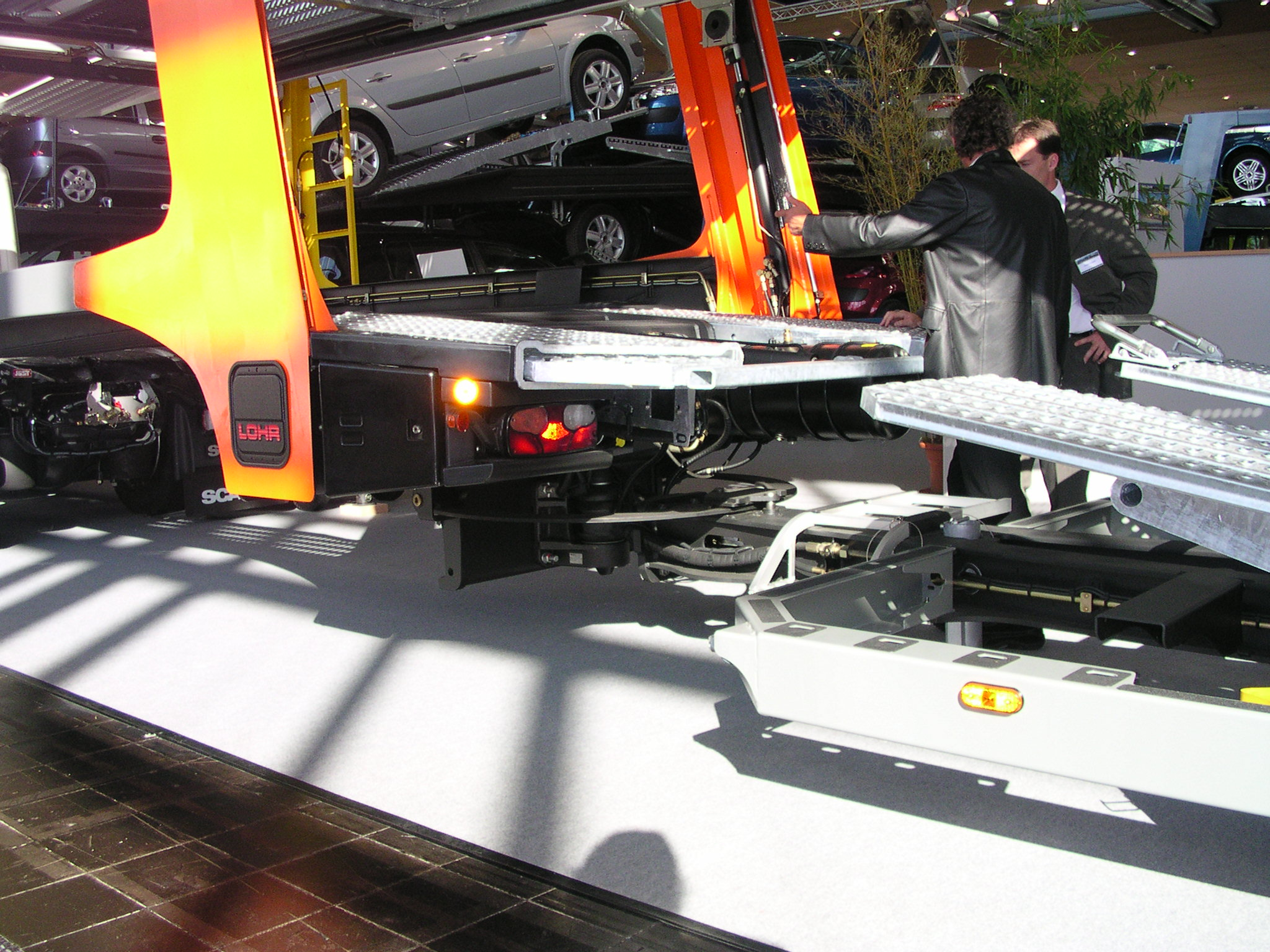
Kupplung
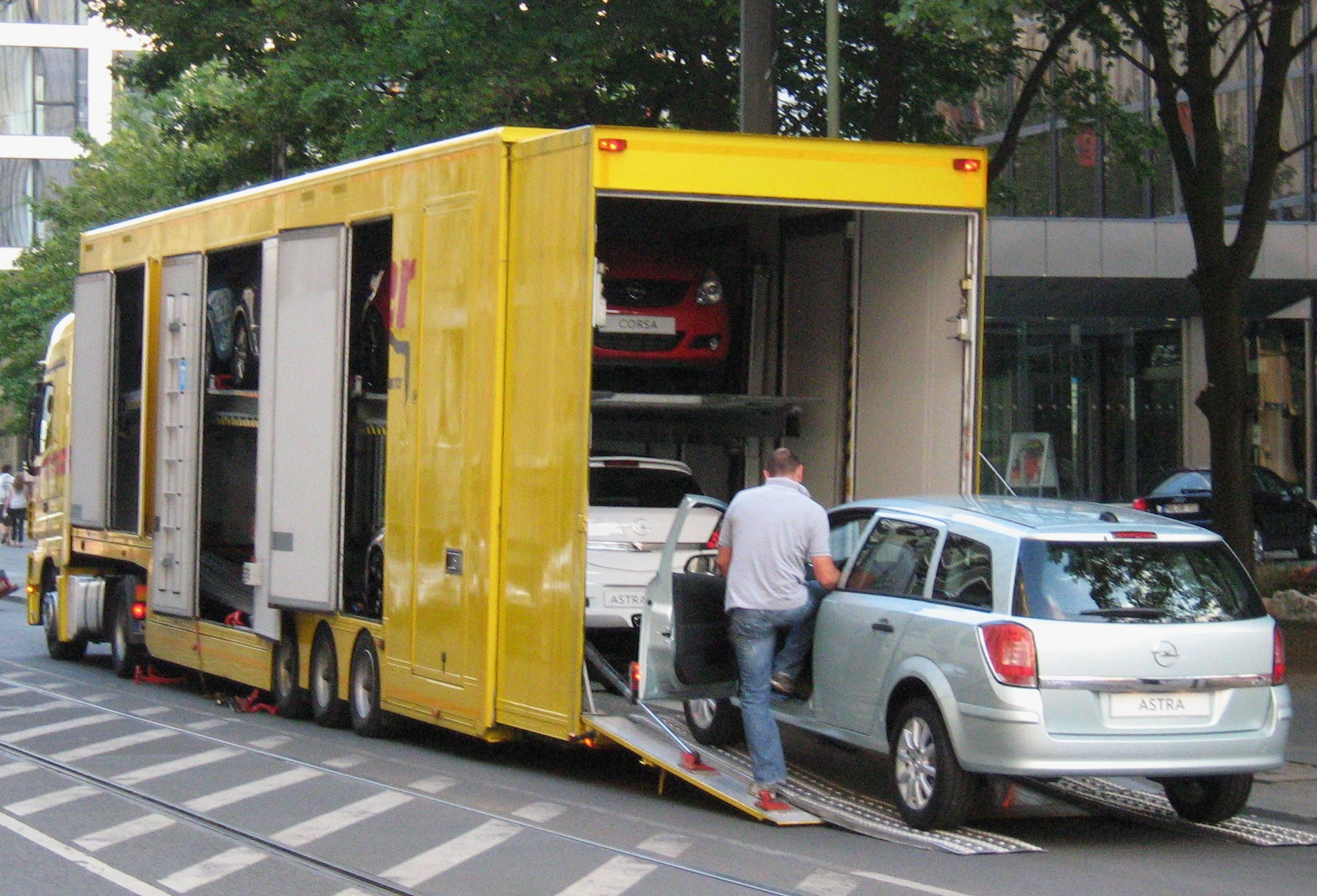
Geschlossener Autotransporter
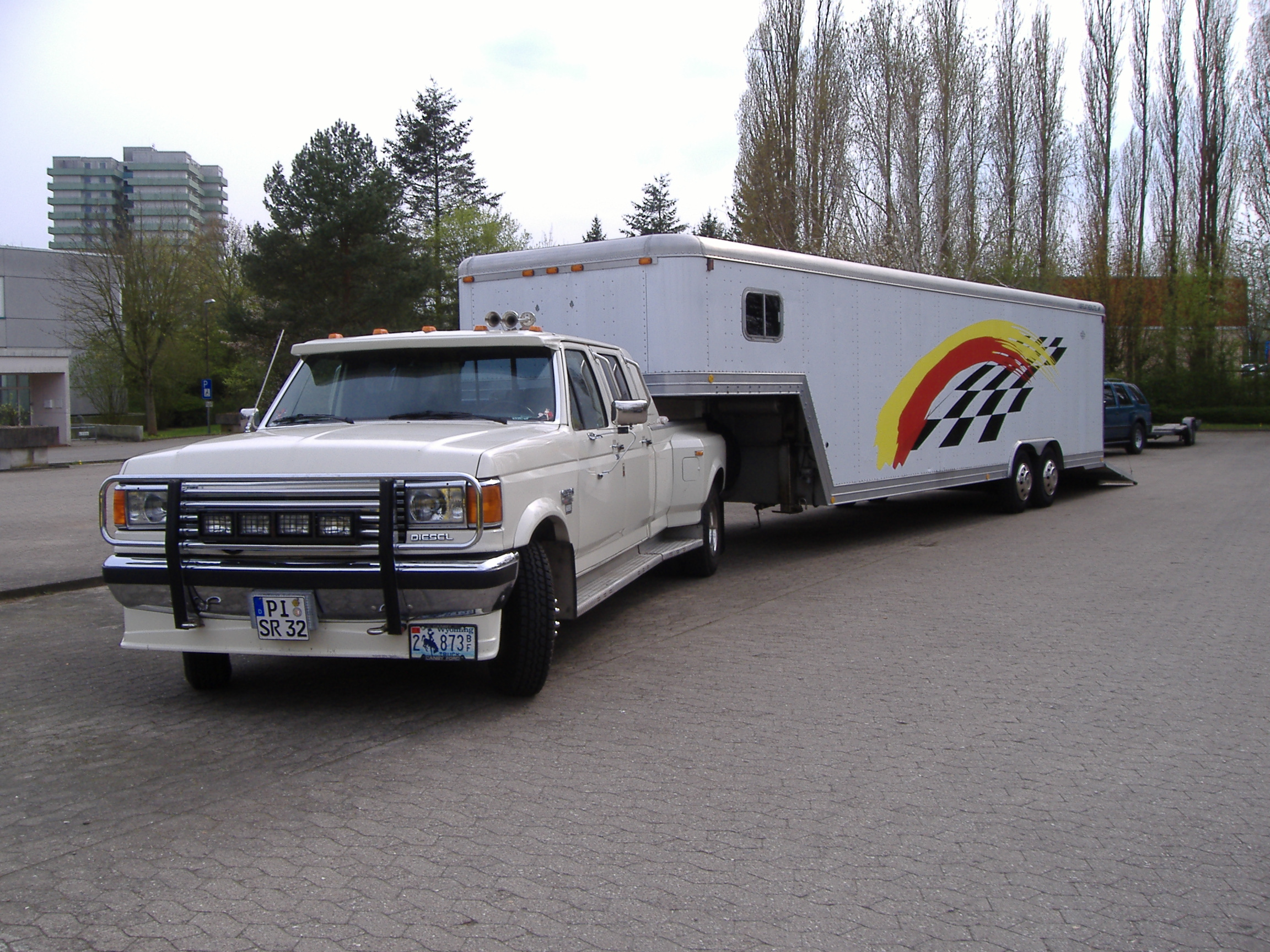
Geschlossener Transporter mit Pick-up als Zugmaschine
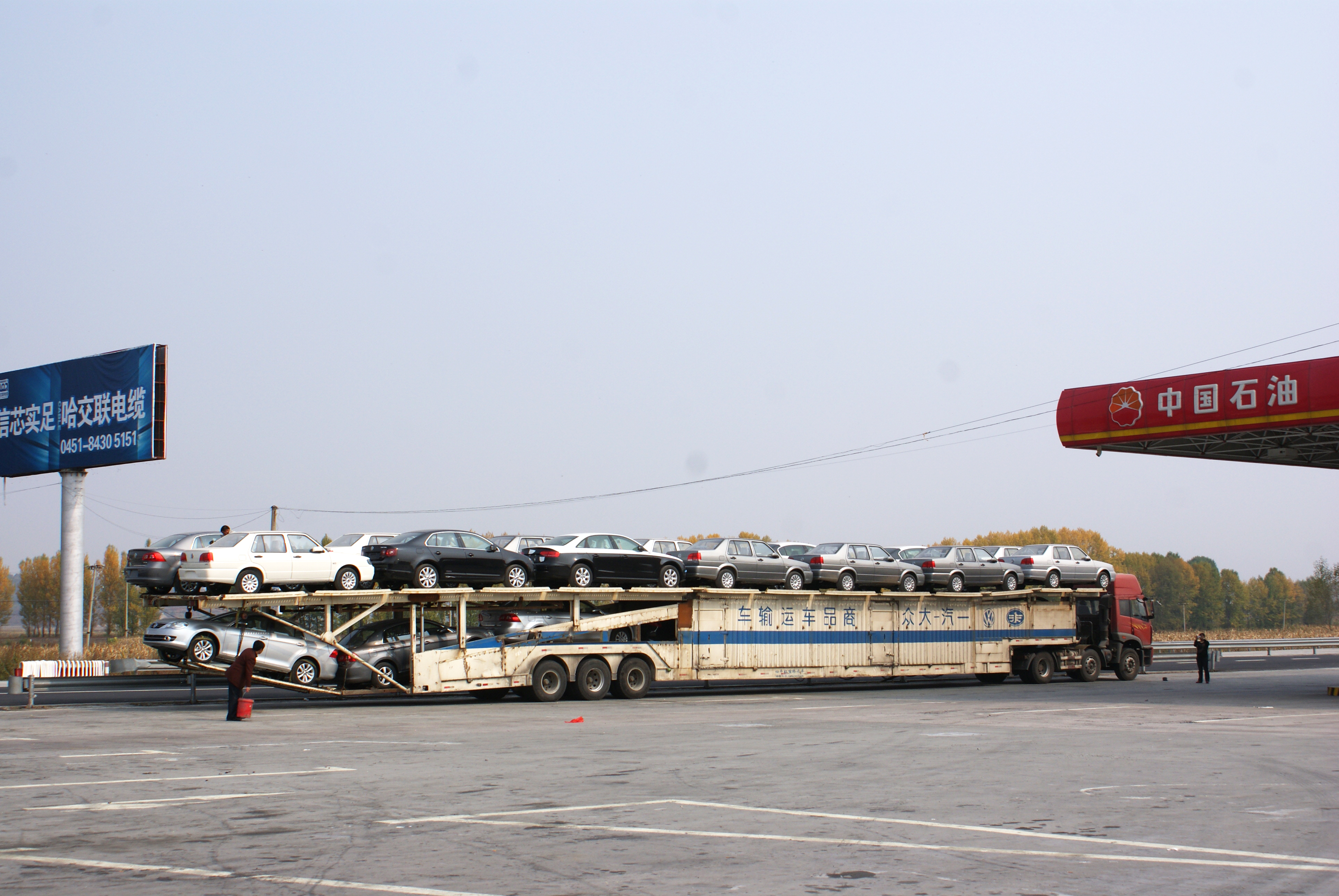
Extra langer chinesischer Autotransporter mit Doppelspur auf dem Oberdeck (dort alleine schon 14 Pkws)

## Der Mercedes-Renntransporter
2001 entstand bei der Firma MIKA GmbH in Mölln ein Unikat, welches ebenfalls einen einmaligen Autotransporter von 1954 nachempfindet. Der „Blaues Wunder“ genannte Wagen mit Stilelementen von Mercedes-SL-Sportwagen hatte damals Rennwagen vom Typ W 196 und 300 SLR auf seiner Ladefläche. Nach dem Rückzug aus dem Motorsport 1955 wurde das bis zu 170 km/h schnelle Fahrzeug nicht mehr benötigt und schließlich 1967 verschrottet. Bei der Geburtstagsfeier zum 100-jährigen Markenjubiläum von Mercedes-Benz 2001 stellte das Unternehmen den Nachbau vor. Eine weitere Nachbildung befindet sich im Besitz von Jay Leno.

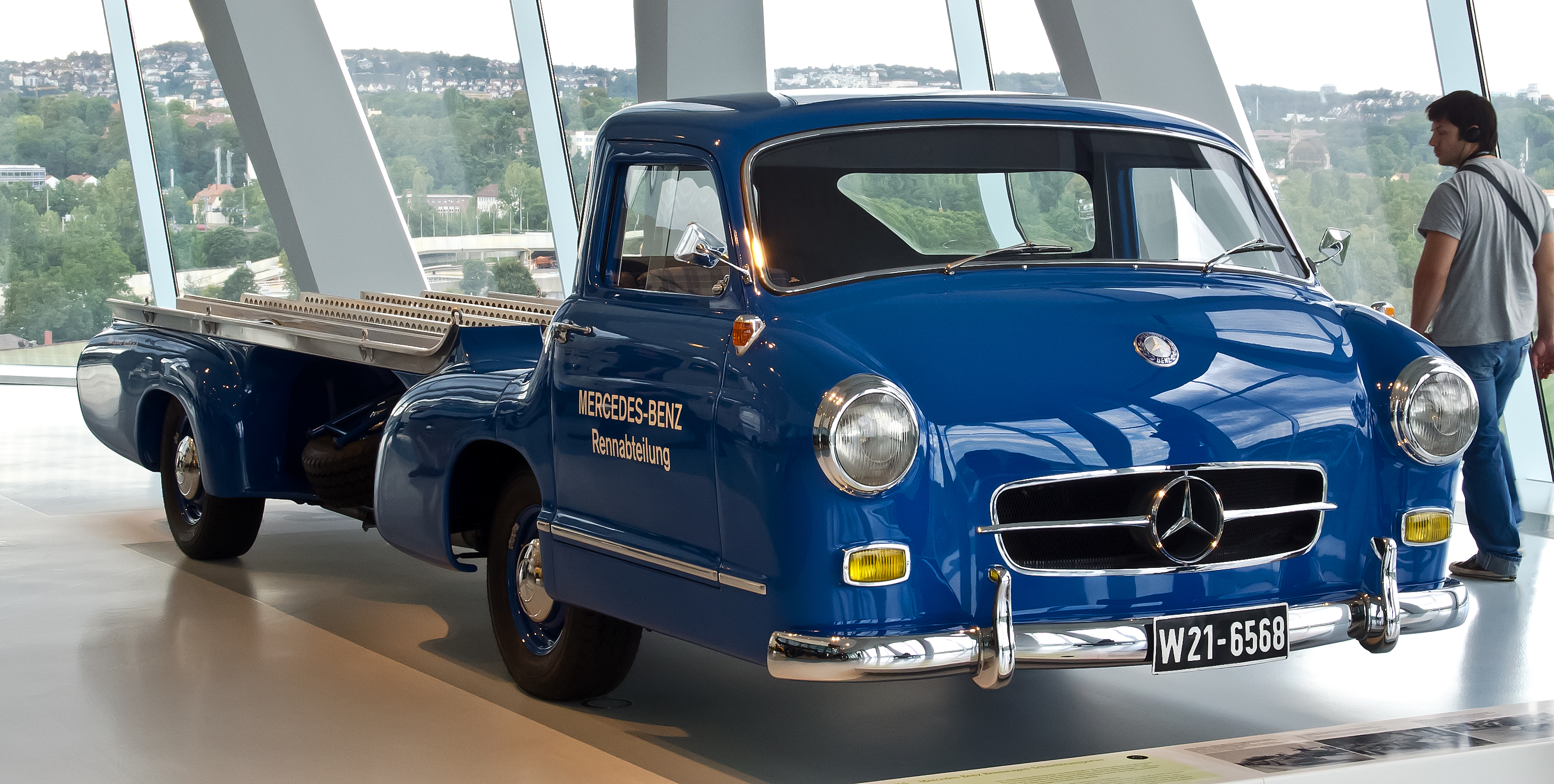
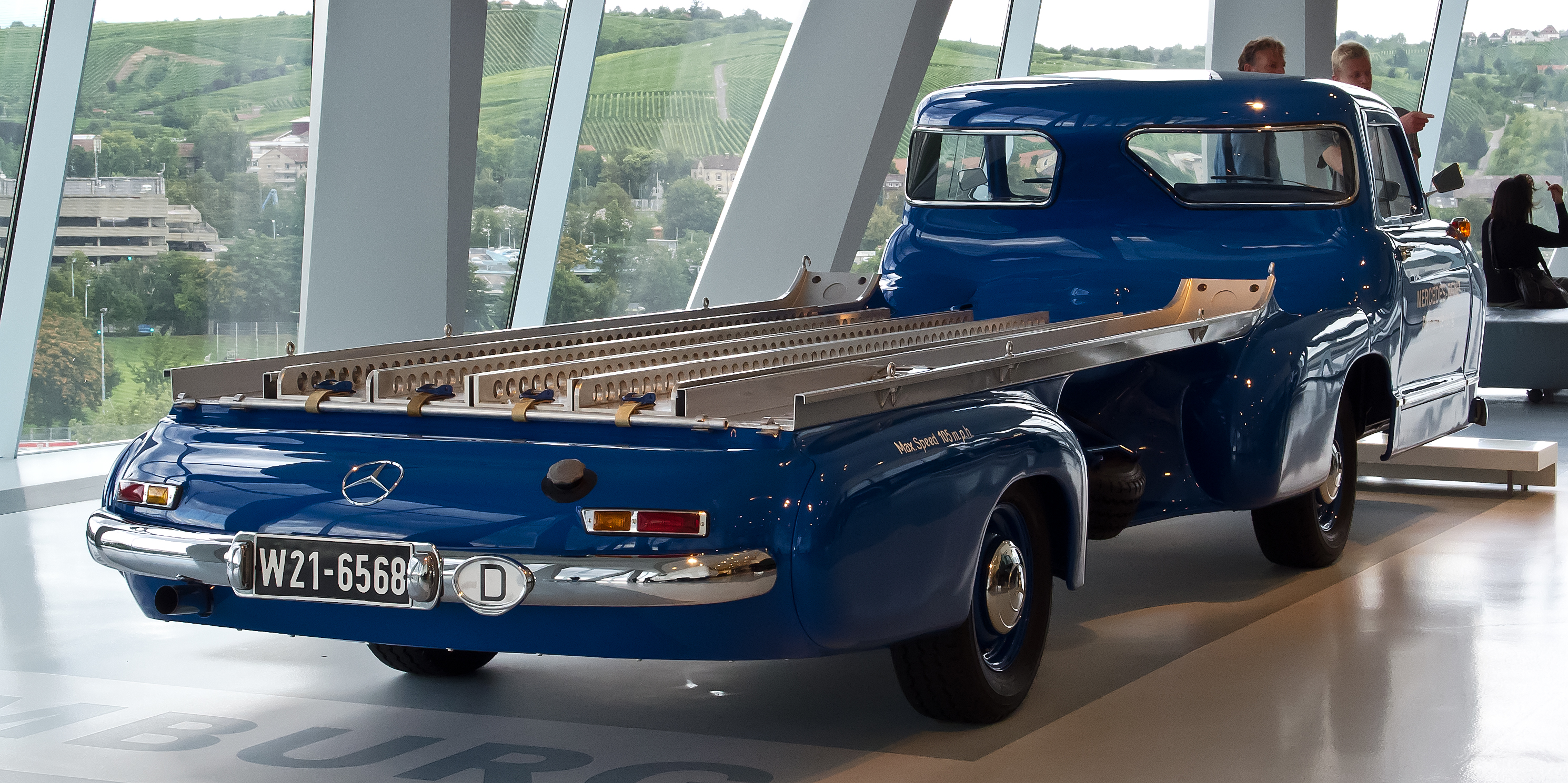

Bilder des Nachbaus im Stuttgarter Mercedes-Benz-Museum

## Sonstiges
Von Juli 2008 bis Oktober 2009 sind Autotransporter 225-mal auf Autobahnen beschossen worden. Auch in den darauffolgenden Jahren kam es immer wieder zu Beschüssen von Autotransportern von der Autobahn aus. Ab Juni 2012 erhöhte sich die Gefahr zusätzlich, da der oder die Täter nicht mehr Waffen des kleineren Kalibers .22 verwendeten, sondern Kaliber 9 mm mit einer höheren Durchschlagskraft. Am 23. Juni 2013 war es den polizeilichen Einsatzkräften des BKA und der beteiligten Bundesländer Nordrhein-Westfalen und Bayern schließlich gelungen, einen Tatverdächtigen festzunehmen.

## Fahrzeughersteller
- Kässbohrer Transport Technik, Österreich
- Lohr Industrie, Elsass, Frankreich
- Rolfo S.p.A., Italien
- Franz Mersch GmbH, Fahrzeugbau, Emsdetten, Deutschland

## Softwarehersteller
- LAWA Solutions, Dispositionslösung für Autotransporte Cargo Objects